# Valentina Magnoni
Valentina Magnoni (Roma, 1901 – Bergamo, 1984) è stata una giornalista e poetessa italiana.

## Biografia

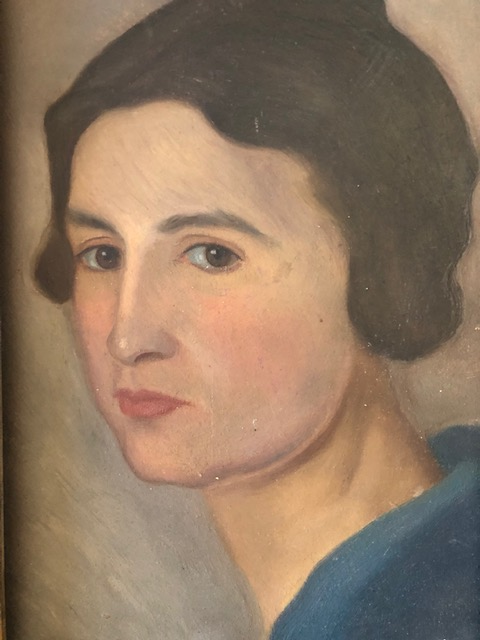
Valentina Magnoni

Nata da antica famiglia romana, padre Luigi, generale dei carabinieri, e madre Elvira, figlia dell’imprenditore edile Stefano Moraldi, frequenta la scuola delle suore francesi di Nostra Signora di Sion. A partire dagli anni Venti, si immerge nella vita artistica romana e nazionale, dedicandosi principalmente alla musica e al giornalismo. Viaggia spesso in compagnia della madre, visitando musei e città d’arte europee. Diviene un’assidua frequentatrice dei concerti e degli spettacoli all’Augusteo, l’antica sala da concerto romana. Apprezza particolarmente la musica di Wagner e Beethoven e la pittura del Seicento e Settecento. Condivide con l’attore e drammaturgo romano Ettore Petrolini uno sguardo dolente e sarcastico sul mondo circostante. Vive con la famiglia a Roma, nel palazzetto di via delle Carrozze, costruito dal nonno Stefano Moraldi, che rappresenterà per lei una fonte di indipendenza economica per tutta la vita. Contagiata dalla tubercolosi durante l’adolescenza, porterà per sempre i segni della malattia.
Sin dalla prima maturità, e per tutto il corso della sua esistenza, Valentina Magnoni vive la propria omosessualità in modo naturale, pubblico e spregiudicato, godendo di piena libertà all’interno della famiglia d’origine, nonostante questa fosse di cultura monarchica e clericale. In un primo periodo accoglie in casa, insieme ai propri familiari, Elena Roca, una giovane pianista classica di Avellino, con cui vive in una relazione more uxorio. Dopo circa vent’anni, intraprende una significativa relazione affettiva con Freja Zibordi, figlia dell’ex deputato socialista Giovanni Zibordi, a Bergamo. Freja la accompagnerà e si prenderà cura di lei negli ultimi anni della sua vita (2). La storia d’amore tra le due donne durerà quarant’anni. Nel corso della sua vita, tuttavia, avrà anche altre relazioni femminili e brevi avventure.
Libera e spregiudicata nella sua sessualità, Magnoni è nazionalista e ultrareazionaria in politica, distante e anzi ironica nei confronti di qualsiasi moda, circolo o ideologia moderna. Figura outsider nel panorama culturale romano, non si iscriverà mai al Partito Nazionale Fascista, pur collaborando con alcuni giornali di regime.

## Carriera

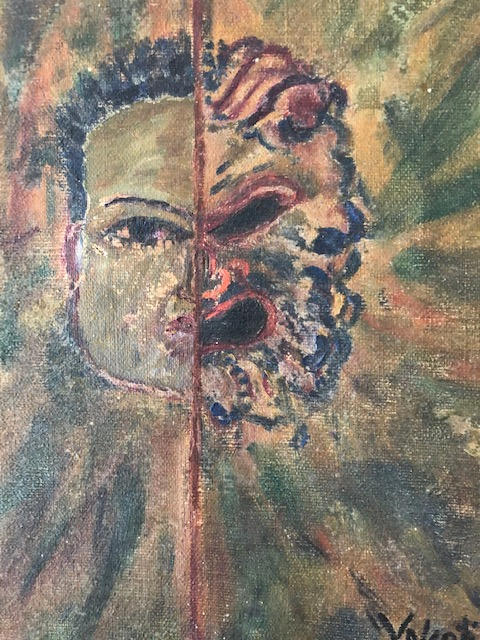
Valentina Magnoni, Autoritratto, 1922

Appassionata d’arte, musica e poesia, autodidatta e del tutto estranea all’accademia, inizia a scrivere recensioni di mostre e spettacoli sul quotidiano romano fascista Il Tevere, allora diretto da Telesio Interlandi, e poi su altre riviste dell’epoca, anche femminili. Nel 1931 pubblica la monografia Il Greco, una documentata analisi critica storica ed artistica dedicata al famoso pittore cretese del cinquecento, che riceverà l’elogio del ministro Corrado Ricci, e che tuttora è citata nella letteratura come approfondita interpretazione critica del pittore (3)Successivamente si dedica alla poesia, pubblicando varie raccolte di liriche tra il 1931 e gli anni Quaranta. Subito dopo la conclusione della Seconda Guerra Mondiale, Valentina Magnoni è affascinata dall'Apocalisse, il Vangelo di San Giovanni, e inizia a studiarla. Quindi pubblica L’Apocalisse, rilievi estetici, sui valori artistici, letterari e musicali dell’opera. Uno studio critico e interpretativo che non passerà inosservato(4).
Infine, pubblica nel 1980 la monografia Alessandro Magnasco, dedicata al grande pittore genovese, di cui sembra condividere l’estrosa, sarcastica e stravagante interpretazione visiva del mondo.
La sua opera più impegnativa, a cui ha dedicato quarant'anni di versioni e riscritture, resta però La Divina Rivelazione, una versione lirica in poesia dell'Apocalisse di San Giovanni, composta in endecasillabi sciolti. Si tratta di un'opera conclusa, ma inedita. Rimangono inedite, inoltre, numerose poesie in dialetto romanesco, da lei scritte ispirandosi a Trilussa. (5)

## Opere
Il Greco, con prefazione di Corrado Ricci, Casa Editrice Nemi, Firenze, 1931
Liriche, Al Tempo della Fortuna, Roma, 1932
Respiro del fango, Al Tempo della Fortuna, Roma, 1935
Cuore nel tempo, Modernissima, Roma, 1939
L’Apocalisse, rilievi estetici, Mediterranea, 1951
Arcate, Edizioni Mediterranee, 1980
Alessandro Magnasco, Edizioni Mediterranee, 1983

## Archivio
Poesie, articoli di giornale, manoscritti, corrispondenza autografa, insieme a tutta la sua produzione artistica e letteraria pubblicata ed inedita, e un'ampia raccolta fotografica, sono depositati e catalogati nel Fondo Valentina Magnoni, conservato presso la biblioteca di Archivia, nella Casa internazionale delle Donne di Roma.